# Лесоучасток 831
Лесоучасток 831 — посёлок в Пермском районе Пермского края. Входит в состав Фроловского сельского поселения.

## Географическое положение
Расположен примерно в 26 км к востоку от административного центра поселения, села Фролы, и в 29 км к юго-востоку от центра города Перми.

## Население
| 2010 |
| ---- |
| 87   |

## Улицы[2]
- Восточная ул.
- Встречная ул.
- Заречная ул.
- Лесная ул.
- Луговая ул.
- Северная ул.
- Советская ул.
- Тополиная ул.
- Центральная ул.
- Центральный пер.
- Школьная ул.
- Школьный пер.

## Топографические карты
- Лист карты O-40-78 Серга. Масштаб: 1 : 100 000. Состояние местности на 1983 год. Издание 1984 г.